# Svenska folkets sago-häfder
Swenska folkets Sago-Häfder eller Fäderneslandets historia, sådan hon lefwat och till en del ännu lefwer i Sägner, folksånger och andra minnesmärken. Till läsning för folket af Arv. Aug. Afzelius är ett bokverk om Sveriges historia i elva band, av folklivsforskaren Arvid August Afzelius vilket utkom första gången 1839-1870 i Stockholm.